# گنگ خیابان هجدهم

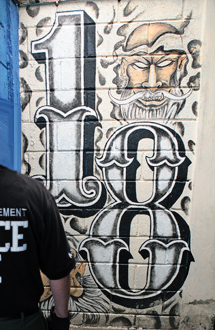
گرافیتی مربوط به گنگ خیابان هجدهم در شهر لس آنجلس.

گَنگِ خیابان هجدهم (در انگلیسی: 18th Street gang) که با نام‌های خیابان هجده، باریو ۱۸، مارا ۱۸ یا به صورت ساده، ۱۸، نیز در آمریکای شمالی شناخته می‌شود، یک سازمان جنایی فراملی چندقومیتی (عمدتاً اهل آمریکای مرکزی و مکزیک) است که به عنوان یک باند خیابانی در لس آنجلس شروع به کار کرد. اعضای گروه خیابان هجدهم در قتل، سرقت، فحشا و معامله مواد مخدر به‌خصوص در لس آنجلس دست دارند.

## اعضا
مأموران اف‌بی‌آی بر این عقیده هستند که گروه تبهکاری خیابان هجدهم، یکی از بزرگ‌ترین گروه‌های تبهکاری در ایالات متحده آمریکا با شاخه‌هایی در کشورهای آمریکای جنوبی است. بر اساس اطلاعات موجود گروه تبهکاری خیابان هجدهم دارای ۸٬۰۰۰ تا ۲۰٬۰۰۰ عضو تنها در کلانشهر لس آنجلس است. اعضای گروه خیابان هجدهم، با گذاشتن خالکوبی‌هایی با نام گروه، به عضویت رسمی این باند تبهکاری درمیایند. خالکوبی‌هایی با مضامین "۱۸، "DIESIOCHO" و "XV۳" از عامیانه‌ترین آنان است.